# 민간투자고속도로
민간투자고속도로(民間投資高速道路)는 국가나 공기업이 운영하는 고속도로와 달리, 수익형 민자사업(BTO) 방식으로 운영하는 고속도로로 대한민국에서 운영하는 고속도로의 한 형태이다. 줄여서 민자고속도로라고도 한다.
일반적으로 도로는 철도와 같이 공공재로 수익성이 낮은 관계로 국가나 공기업이 운영하는 것이 일반적이지만 국고가 부족한 경우 민간자본을 일부 또는 전체를 끌어들여서 시공·운영할 수 있다. 대한민국의 민간투자고속도로는 건설업체가 투자한 민간 컨소시엄 업체가 최장 30년 운영하며 그 이후에는 운영권이 대한민국 정부 (혹은 한국도로공사)로 귀속된다.

## 민간투자고속도로 기업 및 노선 목록
| 운영 기업           | 노선     | 노선          | 운영 구간                   | 운영 구간                           | 설립일           |
| 운영 기업           | 노선번호 | 노선명        | 시점                        | 종점                                | 설립일           |
| ------------------- | -------- | ------------- | --------------------------- | ----------------------------------- | ---------------- |
| 경기고속도로        | 17       | 평택파주      | 오성 나들목                 | 봉담 나들목                         | 2003년 12월 30일 |
| 경기고속도로        | 171      | 오산화성      | 서오산 분기점               | 안녕 나들목                         | 2003년 12월 30일 |
| 경기고속도로        | 400      | 수도권제2순환 | 화성 분기점                 | 동탄 분기점                         | 2003년 12월 30일 |
| 경기동서순환도로    | 400      | 수도권제2순환 | 마도 분기점                 | 화성 분기점                         | 2016년 5월 16일  |
| 포천화도고속도로    | 400      | 수도권제2순환 | 소흘 분기점                 | 경기도 남양주시 화도읍 창현리       | 2016년 12월 20일 |
| 인천김포고속도로    | 400      | 수도권제2순환 | 남항 교차로                 | 서김포통진 나들목                   | 2006년 12월 18일 |
| 화성광주고속도로    | 400      | 수도권제2순환 | 동탄 분기점                 | 곤지암 분기점                       | 2012년 12월 26일 |
| 서울북부고속도로    | 400      | 수도권제2순환 | 양주 나들목                 | 소흘 분기점                         | 2007년 10월 30일 |
| 서울북부고속도로    | 29       | 세종포천      | 남구리 나들목               | 신북 나들목                         | 2007년 10월 30일 |
| 경수고속도로        | 171      | 용인서울      | 흥덕 나들목                 | 헌릉 나들목                         | 2003년 12월 23일 |
| 부산신항제2배후도로 | 105      | 남해제3지선   | 신항 교차로                 | 진례 분기점                         | 2008년 3월 3일   |
| 부산울산고속도로    | 65       | 동해          | 부산광역시 해운대구 좌동    | 울산 분기점                         | 2006년 5월 4일   |
| 상주영천고속도로    | 301      | 영천상주      | 영천 분기점                 | 낙동 분기점                         | 2006년 12월 18일 |
| 서부내륙고속도로    | 17       | 익산평택      | 익산 분기점                 | 경기도 평택시 안중읍 삼정리         | 2015년 12월      |
| 서부내륙고속도로    | 173      | 익산평택지선  | 경기도 평택시 현덕면 권관리 | 경기도 평택시 포승읍 희곡리         | 2015년 12월      |
| 서울문산고속도로    | 17       | 평택파주      | 북로 분기점                 | 내포 나들목                         | 2007년 12월 21일 |
| 서울문산고속도로    | 17       | 평택파주      | 남고양 나들목               | 봉대산 분기점                       | 2007년 12월 21일 |
| 수도권서부고속도로  | 17       | 평택파주      | 봉담 나들목                 | 남광명 분기점                       | 2006년 12월 18일 |
| 수도권서부고속도로  | 17       | 평택파주      | 남광명 분기점               | 성채 나들목/소하 나들목/소하 분기점 | 2006년 12월 18일 |
| 서서울고속도로      | 17       | 평택파주      | 남광명 분기점               | 88 분기점                           | 2008년 8월 29일  |
| 서울고속도로        | 100      | 수도권제1순환 | 퇴계원 나들목               | 일산 나들목                         | 2000년 5월 16일  |
| 서울춘천고속도로    | 60       | 서울양양      | 강일 나들목                 | 춘천 분기점                         | 2002년 11월 8일  |
| 신공항하이웨이      | 130      | 인천국제공항  | 용유/무의 나들목            | 북로 분기점                         | 1995년 12월 6일  |
| 신대구부산고속도로  | 55       | 중앙          | 대동 분기점                 | 동대구 분기점                       | 1999년 12월 8일  |
| 옥산오창고속도로    | 32       | 당진청주      | 옥산 분기점                 | 오창 분기점                         | 2009년 6월 22일  |
| 인천대교            | 110      | 제2경인       | 공항신도시 분기점           | 학익 분기점                         | 1999년 12월 23일 |
| 인천대교            | 110      | 제2경인       | 연수 분기점                 | 송도 나들목                         | 1999년 12월 23일 |
| 제2경인연결고속도로 | 110      | 제2경인       | 삼막 나들목                 | 여수대로 나들목                     | 2007년 7월 26일  |
| 제2서해안고속도로   | 153      | 평택시흥      | 서평택 분기점               | 군자 분기점                         | 2006년 12월 6일  |
| 제2서해안고속도로   | 400      | 수도권제2순환 | 마도 분기점                 | 시화 분기점                         | 2006년 12월 6일  |
| 제2영동고속도로     | 52       | 광주원주      | 경기광주 분기점             | 원주 분기점                         | 2007년 5월 2일   |
| 천안논산고속도로    | 25       | 논산천안      | 논산 분기점                 | 천안 분기점                         | 1997년 7월 22일  |

## 같이 보기
- 대한민국의 고속도로
- 수익형 민자사업